# 정수일
정수일(鄭守一, 1934년 11월 12일~2025년 2월 24일)은 중국 조선족 출신으로 대한민국에서 활동한 학자였다. 원래는 조선노동당 대외정보조사부 소속으로 대한민국에 파견된 간첩이었다. 간첩 행위가 발각되어 복역 후 출소하였으며, 이후 대한민국에서 '문명교류학'을 개척한 역사학자, 아랍어·아랍문화학자, 인류학자, 이슬람학자로 활동했다.

## 이력
만주국 간도의 용정 명천촌에서 태어난 조선족 출신으로 중화인민공화국 북경대학에 1952년 학번으로 입학했으며 1955년 12월에 졸업한 후 중공 국비학생으로 파견되어 이집트의 카이로대학에서 연구생으로 유학하였다. 중국 외교부 및 모로코 주재 중국대사관 등에서 활동하다가, 1963년에는 조선족 아내와 함께 북한으로 들어가 조선민주주의인민공화국 국적을 취득했다.
이후 평양국제관계대학에서 교수를 지냈으며 평양외국어대학 교수직으로 재임하고 1974년부터 대남 특수공작원으로 선발되어 교육을 받았다. 아랍어, 페르시아어, 한국어, 중국어, 일본어, 타갈로그어, 말레이어, 프랑스어, 러시아어, 독일어, 스페인어, 영어의 12여개 언어를 구사한다.
조선민주주의인민공화국에서 출국하여 튀니지대학의 사회경제연구소 연구원, 말레이대학 이슬람아카데미 교수 등을 거치면서 10년에 걸쳐 해외에서 활동하였고, 마지막은 필리핀에 거주하는 레바논 출신의 무하마드 깐수라는 아랍인 신분으로 대한민국에 1980년대 기발한 방법으로 신분을 속인 채로 입국해 활동하였다.
1988년 단국대학교 대학원 사학과 박사과정에 입학하였고, 1990년 〈신라와 아랍·이슬람제국 관계사연구〉라는 논문으로 박사학위를 받았다. 학위 취득후 단국대학교에서 초빙교수로 임용되어 강의하였고, 많은 저술 활동 및 대외 활동을 하여 저명 인사가 되었다.
그러다 1996년 7월 3일, 국가보안법 위반으로 검거되었으며, 1996년 7월 21일, 법정에서의 자백으로 본명과 신원이 밝혀졌다. 이로 인해 단국대학교에서는 그의 교수직 및 박사학위를 박탈했다. 이후 12년형을 선고 받고 약 5년간 복역하다가 2000년 8월 15일 광복절 특사로 출소하였다. 2003년 4월 30일 특별사면 및 복권되었고, 5월 14일에는 국적회복을 통해 대한민국 국적을 취득하였다. 2004년에는 불교인권상을 받았다.
2008년 11월, 한국문명교류연구소를 창립하였다.
2025년 2월 24일 향년 90세로 별세하였다.

## 옥중서신
다음은 1996년 10월 21일에 보낸 옥중편지 중 일부이다.
“이방어의 여신에 사로잡혀” - 오늘은 당신이나 주위에서 못내 궁금해하는 한 가지, 내가 어떻게 해서 여러 외국어를 습득하게 되었는지 더듬어 보겠오. 법정에서 거론되기도 했지만 이게 무슨 자랑거리는 아니오. 남들이 궁금해 하고 내 인생역정의 한 단면을 짐작해 볼 수있을 것이오. 내가 용정에서 태어나 성장했지만 처음으로 접한 글자는 중국 한어가 아니고 일본어였소. 소학교 때 일어를 배우고 해방후에도 줄곧 일본서적을 읽었고 지금도 일어책을 놓지 못하오. 다음으로 고등학교에서 중국어, 러시아어를 배웠소. 중국외교부에 근무하면서 중국말을 할만큼 했소. 러시아어는 대학 때 교재로 채택되어 자연스럽게 익혔고 북녘땅에 들아가서 교수를 하다보니 학계에 러시아어가 보편화되어있어 러시아 원전을 수없이 독파해야 했소. 영어는 대학에서 익혔지만 이집트 유학중 공용어로 쓰였기에 더 가까이 할 수밖에 없었소.
아랍어는 전공이었고 10년을 아랍어권에서 살았으니 말할 것도 없이 가장 몸에 익었소. 남한에 와서도 단국대, 외대, 명지대에서 아랍어를 강의했소. 독일어와의 인연은 좀 의외지만 카이로대학 유학시절 아랍어 고전을 연구하다 보니 필요해, 여럿의 도움으로 어느정도 익혔소. 프랑스어는 구프랑스 식민지인 알제리 등에서 근무하면서 업무상 습득하지 않을 수 없었소. 프랑스어는 매력있는 언어로 왜 자기 언어를 사랑해야하는 지 알게 했소. 스페인어와도 접촉할 기회가 있었소. 모로코에서 있을 때 스페인과 접촉할 기회가 많아 호기심에 익혀나갔소.
향학열에 불타던 시절, 아랍어와 많이 뒤섞인 페르시아어에도 도전했오. 이란 동무들과 자주 어울리다 보니 웬만한 대화는 가능해졌오. 지금 문명교류학에 천착하고 보니 이도 더 공부해야 할 것 같소. 또, 말레이 대학의 교수로 지내면서 말레이어를 해야했고, 필리핀 국적을 따야했기에 필리핀어에도 몰입했었소. 이렇게 보면 동, 서 12개어와 씨름해본 셈이오.
자율적일 때도 있었고 타율적일 때도 있었으나 현재 문명교류학을 개척하는 마당에 인도 고대어를 비롯한 두 세개를 더 배워야 할 것이오. 아무튼 60평생 녹록찮은 외국어의 여신에 사로잡혀 그 유혹에서 자유로울 수 없었소. 어찌보면 비운이기도 하고 행운이기도 하겠지. 이 모든 것은 나의 꿈과 더불어 시작된 기구한 인생역정과 관련된 일일 것이오. 동분서주하며 부대기는 세파속에서 그 딱딱한고 무미건조한 이방어를 낚느라고 시간과 정력을 많이도 소진했소. 그러나 예정된 일이었고 운명으로 여기고 신명을 다했기에 추호도 후회는 없소. 오히려 이제라도 그결실을 하나씩 맺고 있으니 큰 보람을 느끼오. 사실 외국어는 아는만큼 세계로의 지평이 한없이 넓어지는 것이니 큰 자산이오. 이상, 내 경험이 후학들에게 무슨 보탬이 될는지 모르겠으되 한 사람이 뜻을 두고 부딪혀 보고 도전했다는 것으로 무의미한 것은 아닐 것이오.
“스승과 제자가 한 포승줄에 묶여” 1997년 1월 20일 -
나는 분단 비극의 체험자로서, 산증인으로서, 그 희생자로서 이나라 이겨레의 운명과 전도에 관해 많은 고민을 했으며 때론 뼈에 사무치도록 몸부림쳤소. 남한에 와서는 허리잘린 강토의 비운을 더욱 절감하고 어떻게 하면 통일을 이룰 것인가 골몰했소. 세상에 수많은 나라가 있지만 우리민족처럼 오랫동안 하나로 살아온 나라가 별로 없소. 이것은 우리의 크나큰 자랑이고 저력이오. 그래서 하루빨리 두동강 난 이강토를 하나로 잇고 막혔던 피와 얼이 소통하도록 해야 할 것이오. 누가 뭐래도 이땅은 우리가 나서 자라고 묻힐 보금자리고 묏자리오.
이시대에 우리들이 불신과 반목으로 얼룩지게 했으니 뼈를 깎는 자성으로 어서빨리 화해와 통일로 가야할 것이오. 이것이 지성인의 자세고 양심이라 믿소. 민족은 주, 객관적 요소를 두루 갖춰야 하지만 주관적요소, 민족의식이 없으면 참 민족이라 할 수 없소. 민족 성원이 상호일체감과 연대의식을 발휘해서 민족을 위하는 마음, 즉 하나되어 함께한다는 마음가짐이 중요하오. 민족은 우리에게 엄연한 실체요.민족사랑과 공동체의식은 보편적 가치로서 시대가 변해도 달라질 수 없소. 버려야할 것은 민족배타주의, 허무주의일뿐이오. 세상이 아무리 초민족이니 세계주의니 떠들어도 아직은 허구고 가상에 불과하오. 나는 격리된 옥중에서 분단의 아픔을 뼈에 사무치도록 느끼고 있소.
며칠전 한 학생과 한 포승에 묶여 법정에 출두한 적이 있었소. 그는 내가 재직했던 단국대 재학생이었소. 내 수업을 들은 바가 있어 나를 한눈에 알아봤소. 그와 일렬로 묶여 갈때 그가 머리숙여 인사를 했소. 나는 접근이 제한되어 있어 어떻게 하지를 못하고 다시 볼 기회가 생겼을 때, 그는 수갑을 찬채로 나의 입에다 알사탕 하나를 기어이 넣어 주는 것이었소. 구치소에서 당과류를 파는데 법정에서 긴장을 달래려고 가지고 온 모양이었소. 그 순간 나는 목이 메었소. 밖에서는 아무것도 아닐 수있지만 감옥에서는 사탕 하나가 귀하고 누구나 마음대로 줄수도 없는 것이오. 나는 구속된 학생들을 만날때마다 말하곤 했소. “남북의 우리 기성세대가 제구실을 못해서 젊은 자네들이 이렇게 고생을 하고있네”라고. 그는 잠시 보고 돌아서면서도 “교수님 건강하십시오”라면서 연신 고개를 숙여 인사를 해주었소. 이때의 심정이 어떠한지는 설명을 할 수가 없소. 스승과 제자가 한포승에 묶이는 이 희한하고 비정한 분단 현실! 사도나 사표가 깡그리 증발된 이 답답한 현실! 분명 이건 우리민족의 비극이요 아픔이오. 분단이 없었던들, 우리의 사랑스런 젊은이들이 감옥에 올 일없이 활기차게 미래의 역군으로 구김살없이 살아갈 것 아니오.
또, 법정에서 내가 가르쳤던 대학원생들이 방청석에 앉아있는 것을 보았소. 나는 일부러 그들의 눈을 피하고 싶었소. 내가 구속되는 통에 학부나 대학원에 개설된 강좌가 폐강되었소. 갓 출범한 문명교류사호는 조타수를 잃고 바로 난파되고 말았소. 함께 승선한 학생들은 표류할 수밖에 없게 되었소. 난 그들을 보는 순간 담당교수로서의 죄책감에 눈시울을 붉히고 말았소. 한스런 분단의 비참과 불행은 나같은 기성세대가 업보로 감수하는 것으로 족하고, 더 이상 우리의 후대들에게 전가되지 말았으면 하는 마음 절절하오. 바로 이 소망때문에 나는 젊은 시절에 내앞에 펼쳐진 양양한 전도와 영화를 주저없이 버리고 나름대로 험한 가시밭길을 걸어왔던 것이오.
세계사에서 높은 자존과 존엄을 지켜온 민족치고 분단을 극복하지 못하고 허리잘린 채로 고난의 삶을 살아가는 것은 이 나라, 이 땅밖에 없소.
'이땅의 분단이 지속되는 한, 그 누구도 그 어떤 나라도 우리민족을 우러러 보지 않을 것이오. 우리 역시 그 누구에게도 우리 자신을 자랑할 자격과 면목이 없는 것이오.'

## 평가
김정남 전 청와대 수석은 정수일을 정약용과 비교하여, "다산이 겪은 고난은 우리를 연민에 빠지게 한다. 다산의 18년 유배 생활이 없었다면 과연 민족사에 길이 빛나는 5백여 편의 저작을 남길 수 있었을까. 참으로 오묘한 섭리 같은 것을 느끼지 않을 수 없다. 역사의 힘이랄까 보이지 않는 손이 역사에 작용하고 있다는 느낌을 떨쳐버릴 수가 없는 것이다. 그럼에도 불구하고, 다산이 당시에 겪어야 했던 고난의 기록들은 우리를 안타깝고 또 슬프게 한다."라는 말과 "인생의 기구한 것이 그러하고, 나라와 겨레에 대한 지극한 사랑이 그러하며, 고난 속에서도 불태우고 있는 학문적 열정이 또한 그러하다"라는 말로써 두 인물의 공통점을 제시하며 그의 학문에 대한 집념을 높게 평가한 바 있다.

## 저서
- 《신라 서역 교류사》, 1994
- 《기초 아랍어》, 1995
- 《세계속의 동과 서》, 1995
- 《고대문명교류사》, 2001
- 《씰크로드학》, 2001
- 《문명의 루트 실크로드》, 2002
- 《이슬람 문명》, 2002
- 《문명 교류사 연구》, 2002
- 《소걸음으로 천리를 가다》, 2004
- 《한국 속의 세계 상·하》, 2005
- 《실크로드 문명기행》, 2006
- 《시대와 소통》, 2008, (공저)
- 《문명담론과 문명교류 (한국문명교류연구소 학술총서 1)》, 2009
- 《초원 실크로드를 가다》, 2010, (창비사)
- <문명의 요람 아프리카를 가다>, 2018
- <우리 안의 실크로드>, 2020

## 역서
- 《이븐 바투타 여행기 1, 2》, 2001
- 《중국으로 가는 길》, 2002
- 《혜초의 왕오천축국전》, 2004
- 《오도릭의 동방기행》, 2012

## 기타
시인 고은은 《만인보(萬人譜)》에서 ‘북으로 돌아갈 수 있어도/가지 않고’ 그냥 ‘대한민국 국민의 하나로/굽은 소나무같이 살아가’는 ‘깐수’ 정수일이라고 표현하였다.
- 사단법인 한국문명교류연구소(http://www.kice.ac/, 2013년 기준으로 연구소장으로 재직 중)

## 참고 문헌
- 《신라 서역교류사》, 정수일(학자) 저, 단국대학교출판부(1992년)